# مارغريت إي. وينسلو
مارغريت إي. وينسلو (بالإنجليزية: Margaret E. Winslow)‏ هي كاتِبة أمريكية، ولدت في 1836 في نيويورك في الولايات المتحدة، وتوفيت في 1936.